# Mantorville (Minnesota)
Mantorville település az Amerikai Egyesült Államok Minnesota államában, Dodge megyében, melynek megyeszékhelye is. Lakosainak száma 1111 fő (2020. április 1.).

## Népesség
A település népességének változása:

| 2010 | 1 197 |
| 2020 | 1 111 |